# Phép xã giao vùng Mỹ Latinh
Phép xã giao vùng Mỹ Latinh thì đa dạng, phong phú tùy theo từng quốc gia, vùng miền hay từng khu vực nằm trong quốc gia đã cho.

## Khái quát hóa

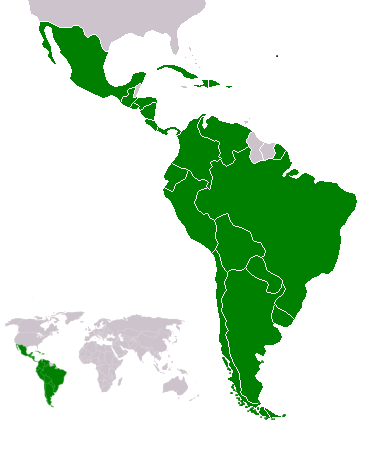
Mỹ Latinh là khu vực nằm về phía nam con sông Rio Grande, ngoại trừ Jamaica, Trinidad và Tobago, Guyana, Suriname và các quốc gia nói tiếng Anh khác

Có một vài định nghĩa về khu vực Mỹ Latinh, nhưng tất cả đều chỉ đến một sự mở rộng khổng lồ về mặt địa lý với vô số các phong tục, tập quán khác nhau. Tuy nhiên, người ta có thể khái quát hóa lại như sau:
- So với phần lớn các nước nói tiếng Anh thì người dân đến từ các khu vực thuộc Mỹ Latinh có thể biểu lộ hành vi thoải mái và tự nhiên hơn và dễ chịu hơn với việc nói to, các cử chỉ phóng đại và tiếp xúc thân mật. Ở đây phổ biến việc chào đón người quen biết bằng cách hôn lên má của anh/cô ta.[1]
- Thêm vào đó, nhiều người dân Mỹ Latinh có cảm nhận về không gian giao tiếp nhỏ hơn so với người dân đến từ các nền văn hóa nói tiếng Anh. Sẽ là bất lịch sự nếu bạn cố tình né xa ai đó khi họ đang bước tới gần.[1]
- Tại một số nhà hàng cao cấp hơn, nhân viên sẽ bị coi là bất lịch sự khi mang hóa đơn đến cho thực khách khi mà họ chưa yêu cầu.[2]
- Người ta sẽ bị đánh giá là thiếu lịch sự nếu "vứt" hay ném vật gì đó cho người khác thay vì trực tiếp đưa cho họ bằng tay.[3]
- Cử chỉ "mau lại đây" của người Mỹ với lòng bàn tay ngửa lên còn các ngón tay cong cong về đằng sau có thể được coi là đang gạ tình.[3]